# Заба
Заба (на гръцки: Κρίνος, Кринос, до 1927 Ζάμπα, Заба) е село в Република Гърция, Егейска Македония, дем Сяр, област Централна Македония и има 48 жители (2001).

## География
Селото се намира в Сярското поле, на около 3 километра южно от град Сяр (Серес).

## История
След Междусъюническата война в 1913 година Заба попада в Гърция. В 1927 година името на селото е променено на Кринос. В 1928 година селото е смесено местно-бежанско с 29 семейства и 122 души бежанци.
Селото има църква „Успение Богородично“.